# آب زندگانی (قصه آلمانی)
آب زندگانی یا آب حیات (آلمانی: Das Wasser des Lebens) یک افسانه مشهور آلمانی است که توسط برادران گریم گردآوری شده و با شمارهٔ ۹۷ در کتاب افسانه‌های کودکان و خانه (Kinder- und Hausmärchen) منتشر شده‌است. این داستان در دسته‌بندی آرنه–تامپسون–اوتر با شمارهٔ ATU 551 قرار دارد و از افسانه‌های مشهور دربارهٔ آب زندگانی یا آب حیات و یا «سفر فرزندان پادشاه برای یافتن دارویی شگفت‌انگیز جهت نجات جان پدر» است.

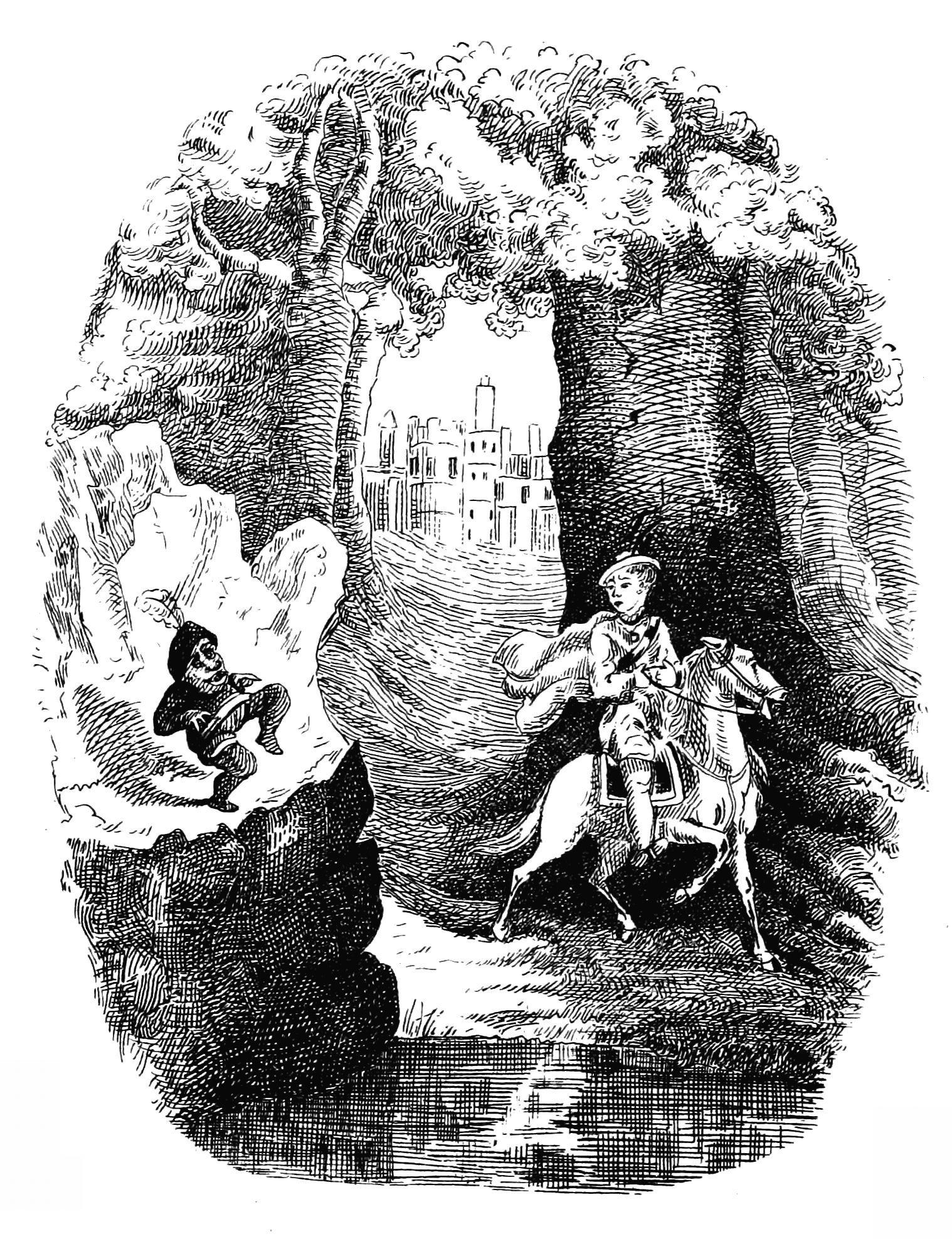
تصویر جرج کروکشنک، 1876

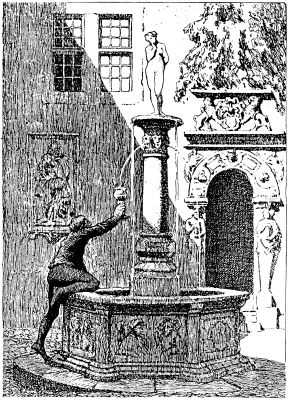
تصویر توسط اوتو اوبلهولد، 1909

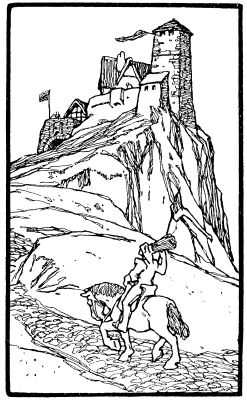
تصویر توسط اوتو اوبلهولد، 1909

## خلاصه داستان
پادشاهی بیمار است و در آستانهٔ مرگ قرار دارد. روزی پیرمردی به سه پسر او خبر می‌دهد که تنها چیزی که می‌تواند جان پادشاه را نجات دهد، «آب حیات» است؛ آبی جادویی که در چشمه‌ای افسانه‌ای قرار دارد. هر سه پسر به نوبت برای یافتن آن روانه می‌شوند.
دو پسر بزرگ‌تر، که به‌دنبال تاج‌وتخت هستند، در مسیر خود با یک کوتولهٔ جادویی برخورد می‌کنند و نسبت به او بی‌ادب هستند. کوتوله نیز آن‌ها را نفرین کرده و در دره‌ای تنگ گرفتار می‌کند. اما پسر کوچک‌تر، که با صداقت و نیت پاک به راه افتاده، با احترام با کوتوله برخورد می‌کند و او نیز به نشانهٔ پاداش، به شاهزاده می‌گوید که چشمهٔ آب حیات در قلعه‌ای جادویی است. کوتوله به او عصایی آهنین برای گشودن دروازهٔ قلعه و دو قرص نان برای خوراک شیرهایی که در دروازه نگهبانی می‌دهند، می‌دهد.
پسر کوچک با عصا دروازهٔ قلعه را می‌گشاید و با نان‌ها شیرها را آرام می‌کند. سپس وارد تالاری می‌شود که شاهزادگان افسون‌شده‌ای در آن خوابیده‌اند. او حلقه‌هایشان را از انگشت در می‌آورد و شمشیر و نانی جادویی از روی میز برمی‌دارد. سپس به دختری زیبا و شاهزاده‌خانم افسون‌شده می‌رسد که پس از بوسه‌ای به او، می‌گوید که نجات یافته و در صورت بازگشت او در مدت یک سال، با وی ازدواج خواهد کرد.
او مسیر چشمه را از شاهزاده‌خانم می‌آموزد، اما در راه خوابی سنگین بر او مستولی می‌شود. نزدیک به دوازده ظهر از خواب می‌پرد، به‌سرعت آب حیات را از چشمه پر می‌کند، اما هنگام خروج، دروازه بر پاشنهٔ کفشش می‌افتد و پاشنه‌اش را قطع می‌کند.
کوتوله دوباره به او ظاهر می‌شود و خبر اسارت برادرانش را می‌دهد. پسر کوچک از کوتوله درخواست می‌کند که آن‌ها را آزاد کند. کوتوله هشدار می‌دهد که دل آن‌ها سیاه است، ولی در نهایت آن‌ها را آزاد می‌کند.
در مسیر بازگشت، آن‌ها از سه کشور که درگیر جنگ و قحطی هستند می‌گذرند. شاهزاده با استفاده از شمشیر جادویی دشمنان را شکست می‌دهد و با نان جادویی مردم را سیر می‌کند. در پایان سفر، بر کشتی‌ای سوار می‌شوند تا بازگردند، ولی در راه، دو برادر حسود، آب حیات را با آب دریا جایگزین می‌کنند.
زمانی که پادشاه آب را می‌نوشد، حالش وخیم‌تر می‌شود. دو برادر پسر کوچک را به توطئه برای قتل متهم می‌کنند و آب اصلی را به او می‌دهند و پادشاه بهبود می‌یابد. پادشاه از پسر کوچک خشمگین شده و دستور قتلش را در شکارگاه صادر می‌کند. اما شکارچی از انجام فرمان ناتوان است و ماجرا را به پسر می‌گوید. پسر لباسش را به شکارچی می‌دهد و فرار می‌کند.
مدتی بعد، سه کالسکه پر از جواهرات و طلا از کشورهایی که پسر نجات داده بود، می‌رسد و پادشاه از عمل خود پشیمان می‌شود. شکارچی حقیقت را افشا می‌کند و پادشاه اعلام می‌کند که پسرش می‌تواند آزادانه بازگردد.
در همین حال، شاهزاده‌خانمی که شاهزادهٔ کوچک را نجات داده بود، مسیر طلایی‌ای به سوی قلعه‌اش می‌سازد و اعلام می‌کند که تنها کسی را می‌پذیرد که مستقیم از آن عبور کند. دو برادر بزرگ‌تر از ترس خراب کردن مسیر، از کناره‌ها می‌گذرند و پذیرفته نمی‌شوند. اما پسر کوچک، چنان غرق در فکر شاهزاده‌خانم بود که متوجه مسیر نشد و مستقیم عبور کرد. شاهزاده‌خانم او را شناخت، با او ازدواج کرد، و او ماجرای کامل را برای پدرش بازگو کرد.
پادشاه خواست دو پسر دیگر را مجازات کند، اما آن‌ها با کشتی‌ای فرار کرده بودند و هرگز دیده نشدند.

## تحلیل داستان

### ساختار و طبقه‌بندی
این افسانه در دستهٔ ATU ۵۵۱ (آب حیات یا درمان شگفت‌انگیز برای پادشاه) قرار دارد. این الگو شباهت زیادی با الگوی ATU ۵۵۰ (پرندهٔ طلایی) دارد که در آن فرزندان برای یافتن پرنده‌ای جادویی به سفر می‌روند. هر دو الگو بر «پسر کوچک‌ترِ نادیده‌گرفته‌شده» تأکید دارند که با اخلاق نیکو، سرانجام بر دیگران پیروز می‌شود.

### مضامین اصلی
- پسر کوچک نادیده گرفته شده ولی قهرمان – سنتی در افسانه‌های گریم که پسر کوچک نادیده گرفته می‌شود، اما با فروتنی و اخلاق نیکو موفق می‌گردد.
- پاداش فروتنی – کوتوله تنها به پسر کوچک کمک می‌کند، چراکه با او مؤدبانه رفتار می‌کند.
- خیانت خانوادگی – دو برادر بزرگ‌تر حسادت می‌ورزند و می‌کوشند برادر خود را نابود کنند.
- عنصر جادویی – نان، شمشیر و عصای جادویی هرکدام ویژگی‌های فراطبیعی دارند.
- سرنوشت پنهان – پادشاه بدون دانستن حقیقت، فرزند خود را محکوم می‌کند، اما در پایان عدالت برقرار می‌شود.

## نسخه‌های مشابه
نسخه‌های مشابه این داستان در بسیاری از فرهنگ‌ها وجود دارند، از جمله:
- گلبکاولی – نسخه‌ای هندی-اردو که در آن شاهزاده‌ای برای آوردن گل جاودانگی به قلمرو پریان سفر می‌کند.
- پر شاهین طلایی – نسخه‌ای مجاری با مضمون پرندهٔ شفاگر.
- آب حیات و مرگ – در بعضی نسخه‌ها، دو نوع آب وجود دارد، یکی حیات می‌بخشد، دیگری می‌کشد.

## در فرهنگ عامه
- این افسانه در نسخهٔ انیمهٔ ژاپنی افسانه‌های گریم اقتباس شده‌است.
- در کتاب کتاب چیزهای گمشده اثر جان کانلی عناصری از این افسانه دیده می‌شود.
- نسخهٔ هندی این افسانه، گلبکاولی، بارها به فیلم‌های سینمایی در هند تبدیل شده‌است.